# سیارک ۴۰۱۵
سیارک ۴۰۱۵ (به انگلیسی: 4015 Wilson-Harrington، نامگذاری:1979VA) چهار هزار و پانزدهمین سیارک کشف شده‌است که در ۱۵ نوامبر ۱۹۷۹ کشف شد.
قدر مطلق سیارک برابر ۱۵٫۹۹ است.